# Sioux City
Sioux City és una població dels Estats Units a l'estat d'Iowa. Segons el cens del 2008 tenia 82.807 habitants.

## Demografia
Segons el cens del 2000, Sioux City tenia 85.013 habitants, 32.054 habitatges, i 21.091 famílies. La densitat de població era de 599 habitants/km².
Dels 32.054 habitatges en un 33,4% hi vivien nens de menys de 18 anys, en un 49,1% hi vivien parelles casades, en un 12,2% dones solteres, i en un 34,2% no eren unitats familiars. En el 27,7% dels habitatges hi vivien persones soles l'11,3% de les quals corresponia a persones de 65 anys o més que vivien soles. El nombre mitjà de persones vivint en cada habitatge era de 2,57 i el nombre mitjà de persones que vivien en cada família era de 3,14.
Per edats la població es repartia de la següent manera: un 27,1% tenia menys de 18 anys, un 11% entre 18 i 24, un 28,5% entre 25 i 44, un 20,2% de 45 a 60 i un 13,3% 65 anys o més.
L'edat mediana era de 33 anys. Per cada 100 dones de 18 o més anys hi havia 92,2 homes.
La renda mediana per habitatge era de 37.429 $ i la renda mediana per família de 45.751 $. Els homes tenien una renda mediana de 31.385 $ mentre que les dones 22.470 $. La renda per capita de la població era de 18.666 $. Entorn del 7,9% de les famílies i l'11,2% de la població estaven per davall del llindar de pobresa.

## Poblacions més properes
El següent diagrama mostra les poblacions més properes.

## Fills il·lustres
- Alan J. Heeger (1936 -) físic i químic, Premi Nobel de Química de l'any 2000 (n. 1936).